# Едіт Кавел

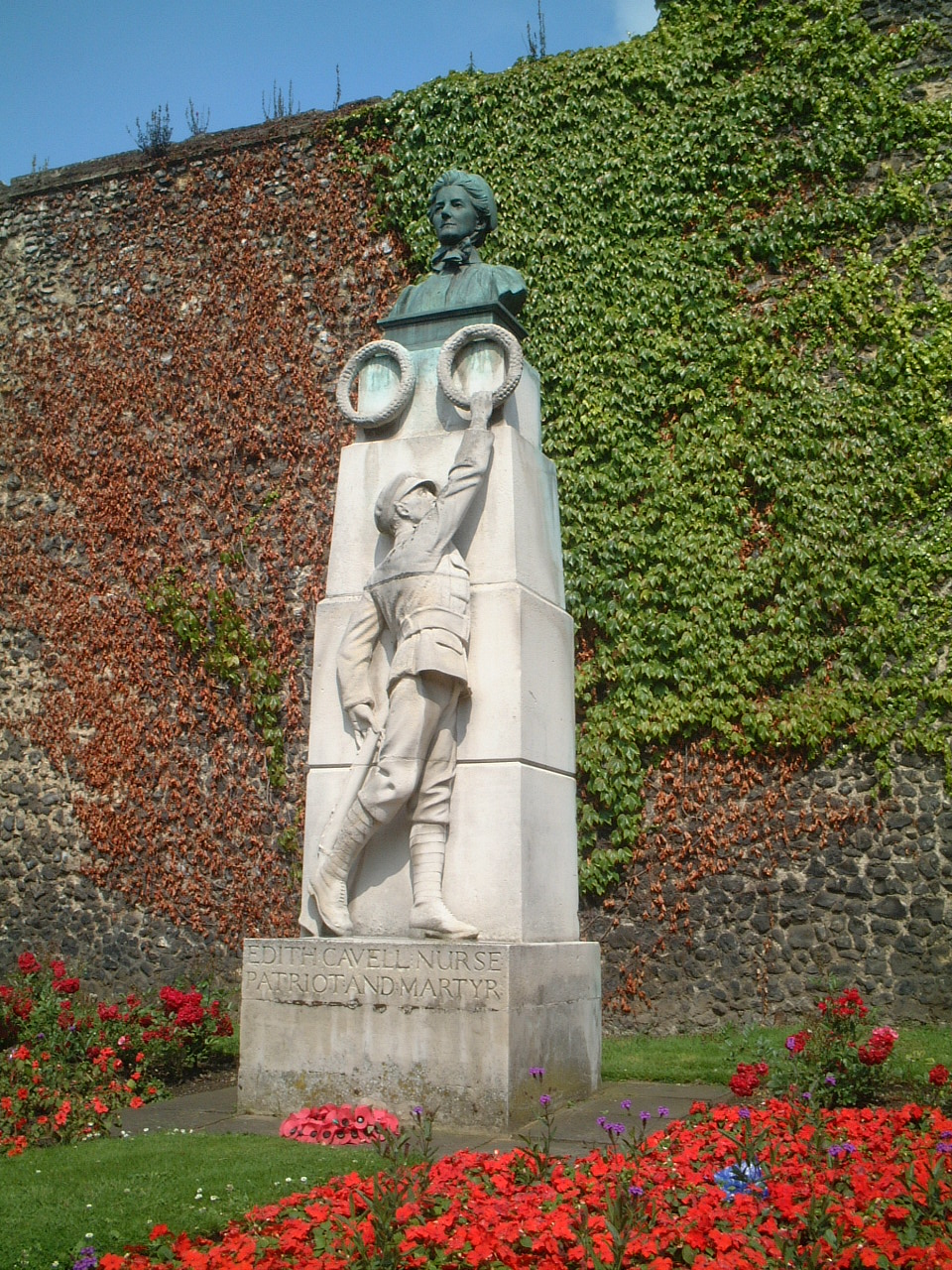
Пам'ятник Едіт Кавел поруч із собором у Норвічі

Едіт Луїза Кавел англ. Edith Louisa Cavell (4.12.1865, Норфолк, — 12.10.1915, Брюссель) — британська медсестра, страчена німцями під час Першої світової війни за допомогу бійцям союзників втекти з окупованої Бельгії до Нідерландів. Стала символом мучеництва і трагедії людей, вірних своєму обов'язку в умовах окупації, для всього англомовного та протинімецького світу в Першій світовій.
Едіт Кавел керувала військовим шпиталем у Брюсселі, коли німецькі війська вступили до столиці Бельгії. Кілька місяців вона допомагала пораненим солдатам союзників; переховувала бельгійців і французів у власному домі та сприяла переправленню британців до Нідерландів, які зберігали нейтралітет у Першій світовій війні. Кавел переправила майже дві сотні альянтів, що одужували. Врешті німці заарештували її і віддали під суд. Військовий трибунал засудив її до смерті через розстріл. 
Її останніми словами перед стратою були: Патріотизму недостатньо, я повинна позбутись ненависті та гніву до будь-кого…. Багато хто наголошував, що в госпіталі вона надавала медичні послуги пораненим різних армій, незалежно від їхнього підпорядкування, і стала рятувати британських і французьких поранених через те, що їм загрожували полон і часто смерть.
Після війни тіло Кавел ексгумували та перевезли до рідного міста Норвіч. У Лондоні та в інших містах їй встановлено пам'ятники. Її іменем названо гірську вершину з льодовиком у формі ангела в національному парку Джаспер у Канаді (провінція Альберта) та один з астероїдів ((11073) Кавел) .